# Microsoft 365 Copilot
Microsoft Copilot, lançado como Bing Chat em 7 de fevereiro de 2023, é um assistente de chatbot que representa um marco na evolução da inteligência artificial (IA) da Microsoft. Durante o ano de 2023, a Microsoft começou a consolidar a marca Copilot em seus diversos produtos de chatbot.
Alimentado pelo modelo Microsoft Prometheus, uma extensão do modelo de linguagem GPT-4 da OpenAI, o Copilot foi aprimorado através de técnicas de aprendizado supervisionado e de reforço. Este assistente multifuncional não só serve como uma ferramenta de conversação, mas também é capaz de gerar uma variedade de conteúdos, desde poemas e músicas até histórias e relatórios. Além disso, pode fornecer ao usuário informações e compreensões sobre páginas da web abertas no Microsoft Edge e usar seu Gerador de Imagem para criar logotipos, desenhos, obras de arte e outras imagens a partir de um prompt textual.

## Marketing
O Copilot está sendo anunciado como um recurso adicional à ênfase do Microsoft 365 na produtividade dos negócios. Preços e detalhes de licenciamento ainda não são conhecidos. O Copilot foi comparado ao recurso descontinuado "Assistente do Office" da Microsoft, Clippit .

## Ética
As preocupações com a velocidade do recente lançamento de produtos e investimentos baseados em IA da Microsoft levaram a questões sobre responsabilidades éticas relacionadas ao teste de tais produtos.